# 賴復寰
賴復寰（1947年12月20日—），台灣殘障體育選手，在1989年的遠東及南太平洋運動會（殘障亞運）上奪得了2金1銅，是台灣第一位在殘障亞運中拿下金牌的選手。他曾任行政院體育委員會副主委，是台灣推動殘障體育運動的主要人物。
賴復寰1973年自國立台灣師範大學體育系畢業，曾經是學校的籃球隊，但是在1979年10月11日早上的一場車禍意外中，致使左腿截肢。裝上義肢後賴復寰仍然積極參與體育運動，陸續在1987年的日本沖繩的身體障礙體育運動邀請賽中，代表中華民國殘障體育運動協會拿下2面金牌；1989年的第五屆殘障亞運上，拿下了鐵餅和標槍金牌、鉛球銅牌；1992年擔任中華民國殘障體育運動協會秘書長工作。在他領隊參與世界的殘障體育比賽中，1994年帶領台灣選手參加殘障亞運，成績為7金8銀12銅；1995年的國際輪椅運動會拿下4金2銀3銅，隔年的亞特蘭大殘障奧運中，帶領台灣選手取得1金2銅的成績，1997年第18屆聾人運動會有1銀1銅，1998年的世界輪椅運動會台灣選手共拿到11金4銀5銅，1999年的第7屆殘障亞運中，成績為16金17銀20銅。
為了推動台灣的殘障體育教育，他催生的國立體育學院的適應體育系在2002年成立，隔年2003年7月賴復寰由北京體育大學取得了博士學位。
曾任於華梵大學兼任助理教授。